# Lelisa Desisa
Lelisa Desisa Benti (* 14. Januar 1990) ist ein äthiopischer Langstreckenläufer.

## Werdegang
Der Junioren-Afrikameister über 10.000 Meter von 2009 wurde 2010 Dritter beim Zayed-Halbmarathon und Zweiter beim Paris-Halbmarathon. Beim Ottawa Race Weekend siegte er über 10 km. Bei den Halbmarathon-Weltmeisterschaften 2010 in Nanning wurde er Siebter und gewann mit der äthiopischen Mannschaft Bronze, und beim Delhi-Halbmarathon wurde er Zweiter.
2011 folgten einem dritten Platz beim World’s Best 10K Siege beim CPC Loop Den Haag, beim Halbmarathon der Panafrikanischen Spiele in Maputo und beim Delhi-Halbmarathon. Im Januar 2013 gewann er bei seinem Debüt über diese Distanz den Dubai-Marathon in 2:04:45 h. Drei Monate später siegte er in 2:10:22 h beim Boston-Marathon, der wenige Stunden später von zwei Bombenanschlägen überschattet wurde.

### Marathon-Vizeweltmeister 2013
Bei den Weltmeisterschaften in Moskau gewann er im Marathon die Silbermedaille hinter Olympiasieger Stephen Kiprotich.
2014 siegte Desisa beim RAK-Halbmarathon in 59:36 min. Beim Boston-Marathon trat er als Titelverteidiger an, gab das Rennen jedoch vorzeitig auf.
Am 6. Mai 2017 startete er zusammen mit Zersenay Tadese und Eliud Kipchoge auf dem Formel-1-Kurs in Monza für „Breaking2“ mit dem Versuch des Laufschuhherstellers Nike, den Marathon in unter zwei Stunden zu laufen. Das Vorhaben scheiterte.

### Marathon-Weltmeister 2019
Bei den Weltmeisterschaften 2019 belegte der 29-Jährige am 5. Oktober in Doha, Katar im Marathon mit seiner Zeit von 2:10:40 h den ersten Platz.

### Olympische Spiele 2020
Beim Marathon der Olympischen Sommerspiele 2020, der abweichend in Sapporo stattfand, kam er nicht ins Ziel.
Lelisa Desisa ist 1,70 m groß.

## Sportliche Erfolge (Auswahl)
| Datum/Jahr    | Rang | Wettbewerb         | Austragungsort | Zeit     | Bemerkung |
| ------------- | ---- | ------------------ | -------------- | -------- | --------- |
| 14. Feb. 2014 | 1    | RAK-Halbmarathon   | Ra’s al-Chaima | 00:59:36 |           |
| 27. Nov. 2011 | 1    | Delhi-Halbmarathon | Neu-Delhi      | 00:59:30 |           |

| Datum/Jahr    | Rang | Wettbewerb      | Austragungsort | Zeit     | Bemerkung             |
| ------------- | ---- | --------------- | -------------- | -------- | --------------------- |
| 20. Apr. 2015 | 1    | Boston-Marathon | Boston         | 02:09:17 | [ 10 ]                |
| 15. Apr. 2013 | 1    | Boston-Marathon | Boston         | 02:10:22 |                       |
| 25. Jan. 2013 | 1    | Dubai-Marathon  | Dubai          | 02:04:45 | erster Marathon-Start |

## Persönliche Bestzeiten
- 10.000 m: 27:11,98 min, 27. Mai 2012, Hengelo
- 10-km-Straßenlauf: 27:57 min, 27. November 2011, Neu-Delhi (Zwischenzeit)
- Halbmarathon: 59:30 min, 27. November 2011, Neu-Delhi
- Marathon: 2:04:45 h, 25. Januar 2013, Dubai